# Lâm An
Lâm An (chữ Hán phồn thể:臨安区, chữ Hán giản thể: 临安区 âm Hán Việt: Lâm An khu) là một quận thuộc địa cấp thị Hàng Châu, tỉnh Chiết Giang, Cộng hòa Nhân dân Trung Hoa. Quận Lâm An nằm ở tây bắc Chiết Giang, có diện tích 3124 km², dân số năm 2002 là 520.000 người. Chính quyền nhân dân quận đóng tại số 398, phố Y Cẩm, nhai đạo Cẩm Thành. Mã số bưu chính của quận này là 311300, mã vùng điện thoại là 0571. Về mặt hành chính, quận Lâm An được chia thành 4 nhai đạo, 15 trấn, 7 hương. Các đơn vị này lại được chia thành 11 xã khu, 15 khu dân cư, 651 thôn hành chính.
- Nhai đạo: Cẩm Thành, Thanh Sơn Hồ, Linh Lung, Thượng Cam.
- Trấn: Hoàng Phán, Tam Khẩu, Long Cương, Cao Hồng, Thái Hồ Nguyên, Vu Tiềm, Tảo Khê, Thái Dương, Xương Hóa, Long Cương, Hà Kiều Thoan Khẩu, Thanh Lương Phong, Tiềm Xuyên, Đảo Thạch, Đại Hiệp Cốc.